# Antropologia emocji
Antropologia emocji – subdyscyplina antropologii kulturowej zajmująca się badaniem fenomenów związanych z ludzkimi emocjami w konkretnych kontekstach kulturowych. Dziedzina ta skupia się na różnorodności zachowań emocjonalnych w różnych kulturach i ich znaczeniu. Bada rolę emocji w politycznym dyskursie oraz tożsamości społeczno-kulturowej, jej związki z pamięcią, porusza także kwestie dotyczące emocji pojawiających się w tzw. terenie.

## Historia dyscypliny
Próba zrozumienia emocjonalności w życiu osobistym i społecznym rozwinęła się w odpowiedzi na pewne czynniki, takie jak niezadowolenie z dominującego kognitywnego spojrzenia na ludzi jako „jednostki mechanicznie przetwarzające informacje” – podejścia dominującego do lat 70. XX w., problem ze zrozumieniem socjokulturowych doświadczeń z perspektywy osób, które je przeżywają oraz powstanie interpretatywnego podejścia w naukach społecznych.

### Podejście ewolucjonistów
W późnych latach 90. XIX wieku trwało ugruntowywanie antropologii jako dyscypliny akademickiej. Jednym z przejawów była próba racjonalizacji dyscypliny poprzez wykluczanie emocjonalności. Jednym z przedstawicieli takiej idei był Edward B. Tylor, według którego racjonalne myślenie było kluczowe dla rozwoju wiedzy naukowej. Wiara w to, iż to beznamiętny rozum tworzy obiektywną prawdę, zrodziły zachodni dyskurs emocjonalności, definiujący emocje jako dzikie, cielesne namiętności, które powinny być trzymane w ryzach poprzez siłę umysłu. W tym samym czasie idee opierające się na racjonalności kształtowane były przez teorie etnocentrycznych ewolucjonistów. E.B. Tylor był jednym z przedstawicieli tego paradygmatu. Mówił on o prymitywnym rozumowaniu „dzikich”, uznając je za nielogiczne i irracjonalne. Uważał, że ewolucja wyzwoliła człowieka z naturalnych instynktów, co pozwoliło na wybicie się postępowym rasom, przy pomocy „wyższego” intelektu, na wyżyny kulturowe. Inny ewolucjonista, Herbert Spencer uważał ponadto, iż niższym rasom ludzkim brakowało „intelektualnej i emocjonalnej wytrwałości”, według niego „dzicy” byli impulsywni. Dodatkową kwestią była teoria języka stworzona przez E. B. Tylora, która porównywała zdolności językowe „dzikich” do zdolności dzieci „cywilizowanych”. Według niego, częste używanie bezpośrednich wyrażeń emocjonalnych przez dzieci i dzikich miało oznaczać niski stopień rozwoju emocjonalnego, przy czym w przypadku dzikich takie wyrażanie się miało być oznaką instynktu samozachowawczego, natomiast u dzieci – „emocjonalnymi okrzykami” wyrażającymi „emocję/pasję umysłu”.

### Wpływ psychologii na rozwój antropologii emocji
W pierwszych dziesięcioleciach XX wieku teorie E.B. Tylora i H. Spencera dotyczące emocji odrzucane były przez antropologów, którzy nie byli przekonani dowodami naukowymi potwierdzającymi teorię ewolucji. Niektórzy z nich oparcia szukali w koncepcjach Zygmunta Freuda, który poszukiwał uniwersalnych mechanizmów w ludzkiej psychice i rozwinął metodę psychoanalizy. Jednym z antropologów, korzystających z prac Freuda był antropolog społeczny Bronisław Malinowski. Rozwinął on teorię potrzeb, definiując tym samym potrzeby fizjologiczne jako „siły napędowe instynktów, sentymentów i emocji”. W jego teorii pojawił się czynnik kulturowy jako istotna siła regulująca podstawowe potrzeby ludzkie. Kwestia dotycząca tego, do jakiego stopnia emocje są uniwersalne bądź specyficzne kulturowo, zaczęły dominować w debatach pojawiających się w antropologii emocji.

### Rozwój teorii kultury i osobowości
Podczas gdy na amerykańską antropologię kulturową wpływały psychologia rozwojowa i krytyczna psychoanaliza, brytyjska antropologia społeczna nastawiona była niechętnie do tych dyscyplin. Mimo tego od lat 20. do późnych lat 50. XX wieku liczni brytyjscy uczeni w swoich zapisach etnograficznych i interpretacjach odwoływali się do koncepcji psychologicznych i psychoanalitycznych. Brytyjscy antropolodzy zajmujący się teoriami pokrewieństwa w swoich analizach opierali się na teorii uczuć jako siłach niezależnych od obowiązków i interesów ludzi. W tym okresie amerykańscy antropolodzy zainteresowani byli osadzeniem jednostek w kulturze, twierdzili, że struktury osobowościowe, mające częściowe odzwierciedlenie w skłonnościach emocjonalnych i były silnie kształtowane przez wpływy kulturowe. Jedną z przedstawicielek tego nurtu była Ruth Benedict. Uważała ona, że kultury mają pośredni wpływ na tworzenie się „typów psychologicznych”. Podobny wniosek wyciągnęła Margaret Mead, która badając samoańskie dorastające dziewczyny, zauważyła, iż nie wykazują one tendencji do konfliktów o charakterze emocjonalnym i aktów buntu, charakteryzujących amerykańskie nastolatki.
Fundament teorii podstawowej struktury osobowości stworzył Z. Freud, według którego największy nacisk w procesie kształtowania osobowości należy kłaść na doświadczenie w dzieciństwie, stosunki z rodzicami, a także na popędy biologiczne. Jednak koncepcję tę rozwinął Abraham Kardiner. Próbował on wyjaśnić, w jaki sposób jednostki są uformowane poprzez doświadczenia we wczesnym okresie dzieciństwa oraz jak integrowały się ze społeczeństwem. W poglądzie tym, specyficzne kulturowo, podstawowe struktury osobowości miały odzwierciedlać niepokoje czy neurozy. One z kolei kształtowały religię, mitologię i folklor. Zwolennicy tego typu teorii w swoich badaniach stosowali metody rozwiniętą w psychologii, na przykład test projekcyjny. Tezę podstawowej osobowości odrzucała natomiast Cora du Bois, uznając, że jest to koncepcja zbyt generalizująca. Zamiast tego du Bois zastosowała pojęcie „modalnej osobowości”, by opisać najczęściej pojawiające się cechy charakteru u informatorów.
Po II wojnie światowej, niektórzy zwolennicy teorii kultury i osobowości próbowali odnaleźć wzorów skłonności emocjonalnych dominujących wśród całych narodów. Kilkoro uczonych podjęło próbę zrozumienia, na przykład popularności Hitlera wśród Niemców. Inni, w kontekście Zimnej Wojny, próbowali zdefiniować narodowy charakter Rosjan. Od późnych lat 40. XX wieku, przedstawiciele Szkoły Kultury i Osobowości byli atakowani za błędne teoretyczne założenia. Krytykowana była w szczególności koncepcja mówiąca o tym, iż osobowość u dorosłych jest zdeterminowana przez doświadczenia z dzieciństwa. Nie zgadzano się także z założeniem, że jednostki w różnych kulturach posiadają jednolite osobowości. Ostatecznie zostało też potępione poleganie w procesie badawczym na teście projekcyjnym i wątpliwych dowodach statystycznych.

### Relatywizm kulturowy i konstruktywizm
W latach 60. XX wieku dominowało radykalne konstruktywistyczne podejście do kwestii emocji. Związane to było z rozwojem antropologii interpretatywnej. Przedstawicielem tego typu podejścia był Clifford Geertz, który twierdził, że Balijczycy są pozbawieni emocji, z wyjątkiem lęku przed publicznym występem. Wniosek ten wysunął na podstawie obserwacji zachowań mieszkańców Bali – zauważył, że uśmiechali się niezależnie od stresu, nie wykazywali smutku podczas uroczystości pogrzebowych, a na publiczne rytuały poświęcali całą swą energię. Teorię Geertza podważyła Unni Wikan, która przeprowadziła ponowne badania wśród Balijczyków. Zauważyła, że ich uśmiech nie oznacza braku uczuć, lecz ich emocje były zbyt silne, a ujawnienie ich oznaczałoby wystawienie na niebezpieczeństwo.
W latach 70. XX wieku niektórzy antropolodzy zaczęli skupiać się bardziej bezpośrednio na studiowaniu emocji i zaczęli kwestionować stopień, do którego na emocjonalną dynamikę miały wpływ struktura społeczna i role kulturowe. Hildred Geertz i Fred Myers uważali emocje za wewnętrzny potencjał, który formowany miał być przez zewnętrzne wpływy społeczne. F, Myers, utrzymywał, że emocje są przede wszystkim wewnętrzne, co stanowiło kontrast dla pojmowania emocji przez Aborygenów Pintupi, wśród których prowadził badania. By pogodzić dychotomię wewnętrzny-zewnętrzny w kontekście uczuciowości, antropolożka lingwistyczna Bambi Schieffelin zdefiniowała „emocję” jako wewnętrzny, oparty na doświadczeniach aspekt uczuciowości.
W latach 80. koncepcja emocji jako uniwersalnych stanów wewnętrznych, o podstawach biologicznych, była silnie atakowana przez uczonych, definiujących emocje jako konstrukty kulturowe. Według Catherine Lutz znaczenie emocji jest ustrukturyzowane przez systemy kulturowe i systemy społeczne, a doświadczenie emocjonalne ma charakter kulturowy. Michelle Rosaldo stwierdziła, że znaczenie słów emocji jest dostarczane w ramach życia społecznego. Definiuje emocje jako ucieleśnione myśli, postrzega je jednak w kategorii kognitywnych sądów. Nancy Scheper-Hughes, badając kulturowo specyficzne dyskursy na temat miłości matek wśród brazylijskiej biedoty pokazała, że emocje przynajmniej częściowo są kształtowane przez wpływy kulturowe i nierówność.

### Krytycy kulturalistycznego podejścia do emocji
- Edmund Leach – krytykował tezę, że nie tylko systemy kulturowe są czymś nieskończenie zróżnicowanym, ale również ludzie wytwarzający kulturę.
- Nancy Bowers – oskarżał niektórych badaczy, np. C. Lutz o zignorowanie roli kontekstu i niewerbalnych elementów w komunikacji interpersonalnej, a także przesadne branie pod uwagę roli języka w życiu emocjonalnym.
- Kay Milton – skrytykowała m.in. ignorowanie roli ludzkiego ciała w emocjach oraz sprowadzanie emocji do systemu kognitywnego.
- Harvey Whitehouse wskazał na fakt, że pewne procesy mogą być wyjaśniane przez inne czynniki niż kultura. Nie odrzucił jednak wpływu kultury na życie emocjonalne.
- Martha Nussbaum odrzucała ideę relatywizmu kulturowego oraz uniwersalizmu biologicznego. Skrytykowała przecenianie przez konstruktywistów roli języka w doświadczeniach emocjonalnych.
- Pierre Bourdieu zauważył, że zachowania cielesne stanowią część habitusu. Emocjonalne działania pojawiają się jednocześnie ze specyficznymi ruchami ciała, wpływają na interakcje społeczne.
- Thomas J. Csordas zwrócił uwagę na rolę percepcji w życiu społecznym. Percepcja nie może być tu rozumiana w opozycjach natura-kultura oraz umysł-ciało. Ciało jest niezbędną częścią postrzegania, przy czym postrzegany podmiot staje się zobiektywizowany poprzez refleksję. Csordas wprowadził pojęcie ucieleśnienia (embodiment)[5].

## Napięcia w studiach nad emocjami

### Materializm i idealizm
Materializm był dominującym paradygmatem w badaniu emocji w naukach społecznych. Emocje traktowane są tu jako obiekty materialne, pojmowane biologicznie poprzez ruchy mięśni mimicznych, czy procesy hormonalne i neurochemiczne. Taką perspektywę można znaleźć w ewolucyjnie i psychodynamicznie zorientowanej literaturze antropologicznej. Koncepcja emocji jako konstruowanych idei i wartościujących sądów, a nie tylko psychobiologicznych faktów pojawiła się wraz z rozwojem badań nad wiedzą kulturową dotyczącą osoby i emocji.

### Pozytywizm i interpretatywizm
Pozytywiści akcentują odkrycie emocjonalnych przyczyn zachowań. Związki między emocjami a kulturą mogą być poznane na drodze dokładnej obserwacji oraz zapisu zachowań. W interpretatywizmie emocje są postrzegane jako osadzone w społecznie konstruowanych kategoriach. Wiedza jest tu tworzona przez ludzi będących ze sobą we wzajemnych relacjach, co pociągnęło za sobą nacisk na język emocji i negocjację emocjonalnego znaczenia. Negocjacja ta przejawia się zarówno pomiędzy jednostkami będącymi podmiotem obserwacji, jak również pomiędzy badaczem a informatorem.

### Uniwersalizm i relatywizm
Pojawia się tutaj pytanie, na ile można mówić o uniwersalności emocji. Uniwersaliści skupiają się na emocjach jako ludzkiej zdolności lub procesie niezmiennym w swej istocie. Emocje definiuje się bardziej jako sądy określone społecznie niż wewnętrzny stan. W ujęciu relatywistycznym istotne są wzory społeczne i kulturowe, w które wbudowywane są emocje. Antagonizm dotyczący tego co jednostkowe a społeczne przybliża do zrozumienia osoby w kontekście badań nad emocjami.

### Romantyzm i racjonalizm
Racjonalizm ocenia emocje jako irracjonalne i problematyczne, co ma swoje odzwierciedlenie w próbach wyłączania emocji jako przedmiotu badań. W tendencji romantycznej natomiast, emocje są oceniane pozytywnie, jako aspekt ludzkiej natury, jako strona czystej, nieskażonej percepcji, przeciwstawianej sztucznej cywilizacyjnej racjonalności. Emocje mogą być definiowane poprzez różnice kulturowe, kulturowe instytucje lub jako część znaczeń kulturowych i systemów społecznych. Napięcia te determinują to, w jaki sposób emocje są badane oraz metody używane w trakcie badań.

## Język a emocje
Większość badaczy przyjmujących istnienie emocjonalnych uniwersaliów, sądzi, że uniwersalia te mają swoje odzwierciedlenie w kodach językowych i kulturowych. W badaniach odnośnie do kulturowo uwarunkowanych właściwości emocji wysuwane są wnioski, że znaczenia słów zaczerpnięte są z praktyki społecznej. Emocje, bez względu na definicję, są wyrażane na każdym poziomie języka, zarówno w postaci intonacji, gramatyki, jak i słownictwa.
Kwestia języka jest istotna także w opisywaniu emocji. Różnice językowe często stanowią problem w procesie opracowywania emocji i uczuć, nadawania im znaczeń. Istotna w antropologii emocji jest umiejętność pokazania i wytłumaczenia w pracy naukowej emocji przejawiających się w badanej społeczności, by wydawały się dostępne, mimo odmienności. Ważnym faktem jest to, że bez względu na intencję autora, tekst etnograficzny zawsze zawiera elementy empatii lub w trybie semantycznym.

## Emocje w badaniach antropologicznych
Emocje są nie tylko przedmiotem badań antropologów, ale również kwestią pojawiającą się w terenie. Przez długi okres kwestia emocji była pomijana w pracach naukowych. Panowała tendencja do obiektywizowania tekstów etnograficznych, z których wycinano fragmenty o charakterze emocjonalnym. Kluczowym momentem była pośmiertna publikacja dzienników B. Malinowskiego, co pokazało jaki wpływ na pracę w terenie mają emocje badacza, a także jaki jest tego rezultat. Od lat 60. antropolodzy zaczęli reflektować nad trudnościami pojawiającymi się w terenie.
Lata 80. XX wieku przyniosły próby zbadania intersubiektywności badaczy terenowych i informatorów: Psychoanaliza była dla wielu badaczy źródłem inspiracji.
Uczeni, którzy zajmowali się kwestią emocji na polu badawczym:
- Vincent Crapanzano – prowadząc badania w Maroku nad religijnym braterstwem, stwierdził, że chęć była najistotniejszą emocjonalną siłą strukturyzującą relację między badanymi. W swojej książce Tuhami: Portrait of a Morrocan przedstawiającej wyniki badań, opisywał swoje relacje z głównym informatorem.
- Katherine Ewing – porównawcze analizy prac antropologów i psychologów. Wykazanie, że w dialogu między antropologiem a informatorami, rozmówcy tworzą niestałe pojęcia „ja” i „inni”, kształtujące w bezpośredni sposób ich relacje.
- Elisabeth Tonkin – stwierdziła, że intersubiektywność w procesie badawczym nie może być kwestią pomijaną przez antropologów. Pokazała, że emocje specyficzne kulturowo mogą powodować nieporozumienia, co rzutuje na proces badawczy, a stwierdzenie o podzielanych uczuciach może być pozorne ze względu na społeczne i kulturowe ewenementy.
- Lisette Josephides – wykazała, że antropolog może osiągnąć poziom dobrego zrozumienia swoich informatorów.
- John Laeavitt twierdził, że na drodze współodczuwania antropolodzy powinni wypracować własne emocje w celu zrozumienia informatorów.
- Unni Wikan zauważyła, że do wychwycenia i przekazania emocji, których nie da się znaleźć w słowach, istotna jest umiejętność użycia doświadczenia.
- Renato Ronaldo stwierdził, że emocje znajdują się w centrum produkcji etnografii i są podstawą funkcjonowania życia społecznego.